# Wiesfleck
Wiesfleck (węg. Újrétfalu) – gmina w Austrii, w kraju związkowym Burgenland, w powiecie Oberwart. 1 stycznia 2014 liczyła 1,13 tys. mieszkańców.